# چلمیان
چلمیان، روستایی از توابع بخش مرکزی شهرستان جویبار در استان مازندران ایران است.

## جمعیت
این روستا در دهستان حسن‌رضا قرار داشته و براساس آخرین سرشماری مرکز آمار ایران که در سال ۱۳۸۵ صورت گرفته، جمعیت آن ۲۱۹نفر (۵۶خانوار) بوده‌است.